# Rudolf Poliniewicz
Rudolf Poliniewicz (ur. 25 października 1925 w Tarnawie Dolnej, zm. 22 października 1946 w Trześniowie) – żołnierz patyzantki antykomunistycznej. 

## Życiorys

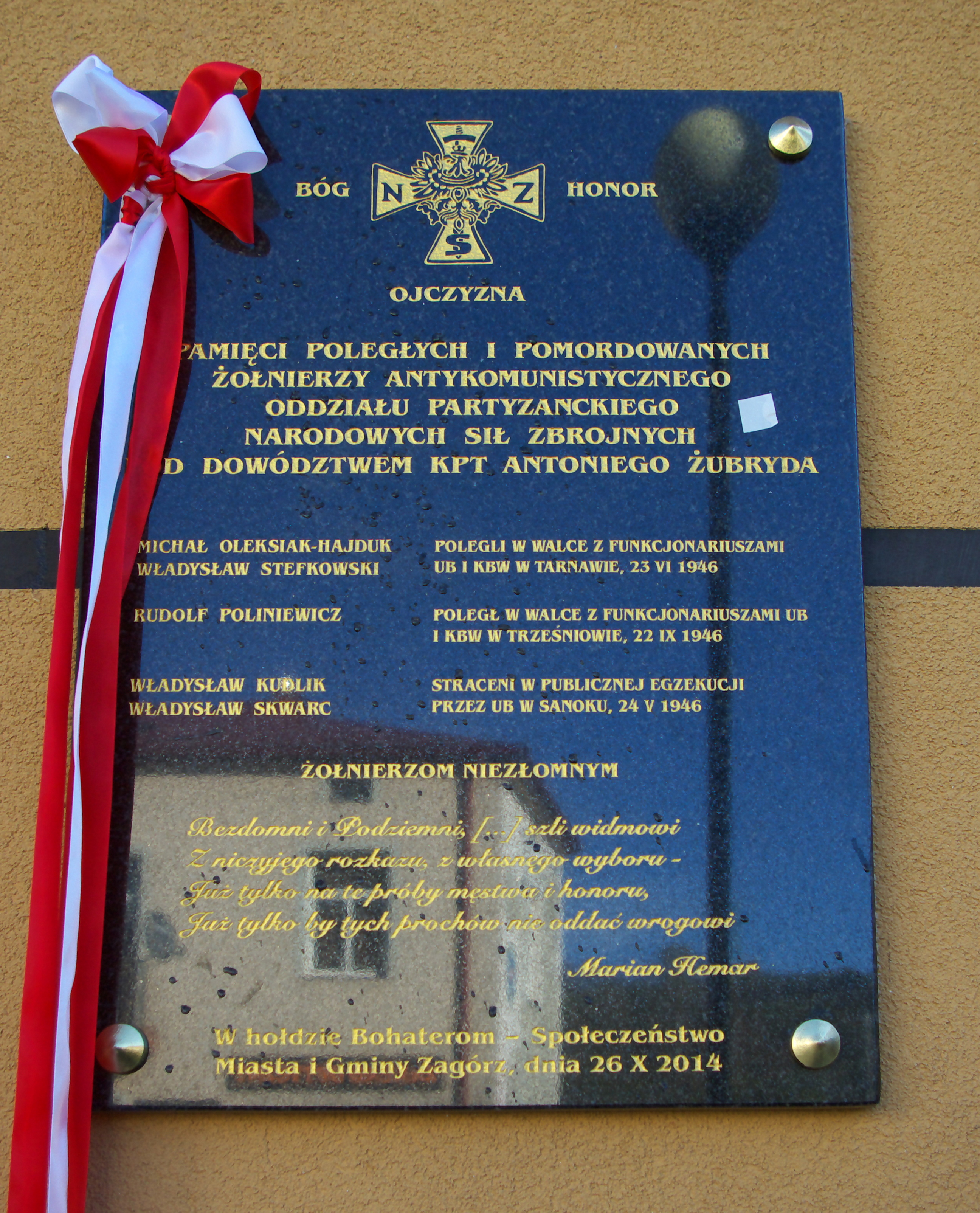
Tablica upamiętniająca pięciu żołnierzy NSZ - w tym Rudolfa Poliniewicza - na budynku kina Sokół w Zagórzu (2014).

Urodził się w rodzinie chłopskiej w Tarnawie Dolnej.
Podczas II wojny światowej w latach 1942-1945 przebywał na przymusowych robotach w III Rzeszy. 
W marcu 1946 roku wstąpił do Samodzielnego Batalionu Operacyjnego „Zuch” mjra Antoniego Żubryda. Brał udział w akcjach bojowych Batalionu. 
Zginął w walce z funkcjonariuszami UB w Trześniowie 22 października 1946 roku. Po walce ubowcy zabrali ciało Poliniewicza i odmówili wydania go rodzinie. Do dziś nie udało się ustalić miejsca jego pochówku.

## Upamiętnienie
W dniach 24-26 października 2014 Związek Strzelecki Rzeczypospolitej zorganizował "V Rajd Śladami Żołnierzy Wyklętych im. Antoniego Żubryda". Rajd przeszedł trasą Malinówka – Brzozów – Zagórz. Kulminacyjnym momentem Rajdu była msza święta w kościele parafialnym w Starym Zagórzu, po której nastąpił przemarsz strzelców przez miasto do kina "Sokół", gdzie nastąpiło odsłonięcie tablicy upamiętniającej pięciu żołnierzy NSZ oddziału Antoniego Żubryda związanych z miejscowościami obecnej Gminy Zagórz. Uhonorowani zostali Rudolf Poliniewicz, Władysław Stefkowski, Michał Oleksiak, Władysław Skwarc oraz Władysław Kudlik. Projektantem tablicy był Jerzy Tarnawski, wykonawcą Łukasz Sitek; w inskrypcji zawarto cytat z wiersza pt. „O wielkim bojowniku” autorstwa Mariana Hemara.